# مثبنة

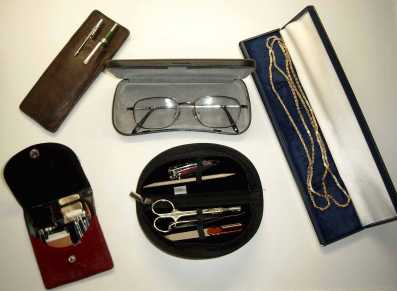
مثابن مختلفة

المَثْبَنة علبة صغيرة لحفظ العناصر المختلفة أو الأشياء الثمينة أو أدوات الزينة.